# Reichelsheim (Odenwald)
Reichelsheim (Odenwald) är en kommun och ort i Odenwaldkreis i Regierungsbezirk Darmstadt i förbundslandet Hessen i Tyskland.